# Alice B. Stockham
Alice Bunker Stockham (8 novembre 1833 - 3 décembre 1912) est une obstétricienne et gynécologue de Chicago et la cinquième femme ayant obtenu le titre de docteur en médecine aux États-Unis. Elle a milité pour l’égalité des sexes, la réforme de l’habillement, le contrôle des naissances et la satisfaction sexuelle masculine et féminine, afin que les mariages soient heureux.
C’est une femme qui a beaucoup voyagé et lu et qui comptait Léon Tolstoï parmi ses amis. Elle a donné des conférences pour s’opposer au port du corset par les femmes ; elle a pris publiquement part en faveur de la masturbation tant pour les femmes que pour les hommes, tout en plaidant l’abstinence complète de tabac et d’alcool. Plus largement, elle était adepte de l’émancipation féminine.
Stockham était très préoccupée de la condition économique des femmes divorcées avec enfants, mais aussi des prostituées qui voulaient quitter la rue. Elle avait conscience que ces personnes n’avaient pas de compétences à valoriser et seraient incapables de se prendre en charge. Elle fit imprimer à compte d’auteur son livre Tocologie et en fit distribuer à des femmes démunies pour qu’elles en vendent des exemplaires au porte-à-porte. Chaque exemplaire contenait un coupon signé de la main de Stockham qui donnait à sa porteuse le droit à une consultation gynécologique gratuite, pratique tout à fait inhabituelle pour l'époque.
Son livre Tocologie est un guide pratique d'obstétrique, de gynécologie et de pédiatrie précoce, sans termes techniques. C'est aussi un plaidoyer pour l'accouchement sans douleur et une hygiène de vie générale. Le livre est dédié "à toutes les femmes, auxquelles ces enseignements épargneront les souffrances inhérentes à leur sexe."
En 1896, elle publia le livre Karezza. Il porte sur la pratique mi-spirituelle, mi-sexuelle inspirée des techniques tantriques du contrôle corporel sans y importer ni le symbolisme ni la culture tantrique. Elle a présenté Karezza comme moyen pour atteindre le contrôle des naissances, l’égalité sociale et politique pour les femmes, le plaisir marital et, par là, la fidélité conjugale.
Elle a aussi milité en faveur de la méthode Oneida, autrement connue sous le nom de "continence masculine", par laquelle les hommes retiennent leur éjaculation, mais par laquelle les femmes éprouvent l’orgasme. Dans des écrits ultérieurs, elle promut la nécessité symétrique pour les femmes de contrôler leur orgasme.  Finalement, elle rejeta les méthodes de continence masculine au bénéfice de l’égalité des sexes dans le contrôle de l’orgasme.